# Trichomaeus congoensis
Trichomaeus congoensis är en skalbaggsart som beskrevs av Aurivillius 1927. Trichomaeus congoensis ingår i släktet Trichomaeus och familjen långhorningar. Inga underarter finns listade i Catalogue of Life.